# Dave Wohl
David Bruce "Dave" Wohl (nacido el 2 de noviembre de 1949 en Queens, Nueva York) es un exjugador, ejecutivo y entrenador de baloncesto estadounidense que disputó siete temporadas en la NBA. Con 1,88 metros de estatura, jugaba en la posición de base. Como entrenador dirigió durante dos temporadas y media a los New Jersey Nets a mediados de los años 80.

## Trayectoria deportiva

### Universidad
Jugó durante tres temporadas con los Quakers de la Universidad de Pensilvania, en las que promedió 15,1 puntos y 2,9 rebotes por partido. Ya en su primera temporada lideró a su equipo con 16,1 puntos por partido. Acumuló en total 345 asistencias, la sexta mejor marca de la historia de su universidad. Fue elegido en dos ocasiones en el mejor quinteto de la Ivy League.

### Profesional
Fue elegido en la cuadragésimo sexta posición del Draft de la NBA de 1971 por Philadelphia 76ers, y también por los Carolina Cougars en la novena ronda del Draft de la ABA, fichando por los Sixers. Allí jugó una temporada como suplente de Kevin Loughery, promediando 8,1 puntos y 2,9 asistencias por partido.
Al año siguiente fue traspasado a Portland Trail Blazers a cambio de Dale Schlueter, pero fue despedido tras dos meses de competición, firmando como agente libre por los Buffalo Braves, donde acabó el año promediando 8,8 puntos y 4,6 asistencias. Mediada la temporada siguiente fue traspasado junto con Kevin Kunnert a Houston Rockets a cambio de Matt Guokas y Jack Marin. En el equipo de Texas jugó tres temporadas dando minutos de descanso a Calvin Murphy, siendo la más destacada la 74-75, en la que promedió 6,5 puntos y 4,5 asistencias por partido.
Con la temporada 1976-77 ya comenzada, fue traspasado a los New York Nets a cambio de una futura cuarta ronda del draft, jugando allí sus últimos partidos como profesional.

### Entrenador y ejecutivo
Comenzó su carrera de entrenador como asistente de los Nets nada más retirarse, pasa pasar posteriormente por Milwaukee Bucks y Los Angeles Lakers, hasta que en 1985 es contratado como entrenador principal en New Jersey Nets, reemplazando en el banquillo a Stan Albeck. En su primera temporada logró clasificar al equipo para disputar los playoffs, cayendo en primera ronda ante Milwaukee Bucks.
Con la temporada 1987-88 ya comenzada es despedido, siendo reemplazado por Bob MacKinnon. Firma entonces como ojeador para los Miami Heat, pasando al año siguiente al banquillo como asistente, y posteriormente ascendido al cargo de general mánager, que desarrollaría durante dos temporadas.  En 1992 ejercería como asistente de los Sacramento Kings, pasando posteriormente por los banquillos de Los Angeles Clippers, Los Angeles Lakers, Orlando Magic, Boston Celtics y Minnesota Timberwolves, donde permaneció hasta el final de la temporada 2010-11.

## Estadísticas de su carrera en la NBA

### Temporada regular
| Temporada | Edad | Equipo                 | Liga | P   | TIT | MIN  | TC  | TCA | %TC  | 3P | 3PA | %3P | TL  | TLA | %TL   | R.OF. | R.DEF. | REB | ASIS | ROB | TAP | PER | FP  | PTS |
| 1971-72   | 22   | Philadelphia 76ers     | NBA  | 79  |     | 20.6 | 3.1 | 7.2 | .429 |    |     |     | 2.0 | 2.6 | .757  |       |        | 1.9 | 2.9  |     |     |     | 2.9 | 8.1 |
| 1972-73   | 23   | TOTAL                  | NBA  | 78  |     | 24.8 | 3.3 | 7.3 | .447 |    |     |     | 1.3 | 1.7 | .774  |       |        | 1.4 | 4.2  |     |     |     | 2.9 | 7.8 |
| 1972-73   | 23   | Portland Trail Blazers | NBA  | 22  |     | 17.9 | 2.1 | 5.2 | .412 |    |     |     | 1.1 | 1.5 | .727  |       |        | 0.9 | 3.1  |     |     |     | 2.0 | 5.4 |
| 1972-73   | 23   | Buffalo Braves         | NBA  | 56  |     | 27.5 | 3.7 | 8.1 | .456 |    |     |     | 1.4 | 1.8 | .790  |       |        | 1.6 | 4.6  |     |     |     | 3.3 | 8.8 |
| 1973-74   | 24   | TOTAL                  | NBA  | 67  |     | 15.7 | 1.8 | 4.1 | .437 |    |     |     | 1.1 | 1.5 | .735  | 0.2   | 0.5    | 0.7 | 3.5  | 1.1 | 0.0 |     | 2.0 | 4.7 |
| 1973-74   | 24   | Buffalo Braves         | NBA  | 41  |     | 14.8 | 1.5 | 3.7 | .400 |    |     |     | 1.0 | 1.5 | .700  | 0.2   | 0.5    | 0.7 | 3.1  | 0.8 | 0.0 |     | 1.8 | 4.0 |
| 1973-74   | 24   | Houston Rockets        | NBA  | 26  |     | 17.3 | 2.3 | 4.9 | .480 |    |     |     | 1.3 | 1.6 | .786  | 0.2   | 0.5    | 0.7 | 4.2  | 1.7 | 0.0 |     | 2.5 | 6.0 |
| 1974-75   | 25   | Houston Rockets        | NBA  | 75  |     | 23.0 | 2.7 | 6.2 | .439 |    |     |     | 1.1 | 1.4 | .745  | 0.3   | 1.1    | 1.5 | 4.5  | 1.0 | 0.1 |     | 2.5 | 6.5 |
| 1975-76   | 26   | Houston Rockets        | NBA  | 50  |     | 14.0 | 1.3 | 3.3 | .405 |    |     |     | 0.8 | 1.0 | .776  | 0.2   | 0.9    | 1.1 | 2.2  | 0.5 | 0.0 |     | 2.2 | 3.4 |
| 1976-77   | 27   | TOTAL                  | NBA  | 51  |     | 19.3 | 2.3 | 5.7 | .400 |    |     |     | 1.2 | 1.7 | .685  | 0.3   | 1.3    | 1.6 | 2.8  | 0.8 | 0.1 |     | 2.3 | 5.7 |
| 1976-77   | 27   | Houston Rockets        | NBA  | 14  |     | 4.4  | 0.5 | 1.2 | .412 |    |     |     | 0.3 | 0.3 | 1.000 | 0.1   | 0.3    | 0.4 | 1.1  | 0.0 | 0.0 |     | 1.3 | 1.3 |
| 1976-77   | 27   | New York Nets          | NBA  | 37  |     | 25.0 | 2.9 | 7.4 | .399 |    |     |     | 1.5 | 2.3 | .671  | 0.4   | 1.6    | 2.1 | 3.4  | 1.1 | 0.2 |     | 2.6 | 7.4 |
| 1977-78   | 28   | New Jersey Nets        | NBA  | 10  |     | 11.8 | 1.2 | 3.4 | .353 |    |     |     | 1.1 | 1.2 | .917  | 0.1   | 0.3    | 0.4 | 1.3  | 0.3 | 0.0 | 1.6 | 2.4 | 3.5 |
| Total     |      |                        | NBA  | 410 |     | 19.9 | 2.5 | 5.8 | .430 |    |     |     | 1.3 | 1.7 | .750  | 0.2   | 0.9    | 1.4 | 3.4  | 0.9 | 0.1 | 1.6 | 2.5 | 6.2 |

### Playoffs
| Temporada | Edad | Equipo          | Liga | Pos. | P | TIT | MIN | TC  | TCA | %TC   | 2P  | 2PA | %2P   | TL  | TLA | %TL | R.OF. | R.DEF. | REB | ASIS | ROB | TAP | PER | FP  | PTS |
| 1975      | 25   | Houston Rockets | NBA  | PG   | 4 |     | 2.0 | 0.8 | 0.8 | 1.000 | 0.8 | 0.8 | 1.000 | 0.0 | 0.0 |     | 0.0   | 0.3    | 0.3 | 0.5  | 0.3 | 0.0 |     | 0.5 | 1.5 |
| Total     |      |                 | NBA  |      | 4 |     | 2.0 | 0.8 | 0.8 | 1.000 | 0.8 | 0.8 | 1.000 | 0.0 | 0.0 |     | 0.0   | 0.3    | 0.3 | 0.5  | 0.3 | 0.0 |     | 0.5 | 1.5 |